# Dumitru Hărădău
Dumitru Hărădău (n. 2 decembrie 1951, Hunedoara, Hunedoara, România) este un fost jucător de tenis român. A ajuns pe 2 iulie 1977 pe locul 322 ATP, cel mai bun al carierei sale la simplu.

## Legături externe
en Dumitru Hărădău la Association of Tennis Professionals
- Dumitru Hărădău la International Tennis Federation
- Dumitru Hărădău la Cupa Davis